# نقطه جوش (فیلم ۱۹۹۰)
نقطه جوش (انگلیسی: Boiling Point) فیلمی ژاپنی در ژانر اکشن، جنایی و درام به کارگردانی تاکشی کیتانو است که در سال ۱۹۹۰ منتشر شد. از بازیگران آن می‌توان به تاکشی کیتانو و یوریکو ایشیدا اشاره کرد.